# بانکر رامو
بانکر رامو (انگلیسی: Bunker Ramo) شرکت صنایع جنگ‌افزاری آمریکایی است، که در سال ۱۹۶۴ توسط سیمون رامو تأسیس شد.